# 布里奇波特鎮區 (伊利諾伊州勞倫斯縣)
布里奇波特鎮區（英語：Bridgeport Township）是位於美國伊利諾伊州勞倫斯縣的一個行政鎮區。

## 地方資料
根據2010年美國人口普查的數據，布里奇波特鎮區的面積為41.40平方千米，當中陸地面積為41.30平方千米，而水域面積為0.10平方千米。當地共有人口2271人，而人口密度為每平方千米54.86人。